# România Liberă
România Liberă este un ziar din România fondat în anul 1877. În epoca comunistă, cotidianul era cel mai important după Scînteia. În perioada revoluției din decembrie 1989, cotidianul se relansează ca ziar liber, sub conducerea lui Petre-Mihai Băcanu ca director general și Anton Uncu redactor șef, tocmai eliberați din închisoare, respectiv domiciliu fortat. Petre-Mihai Băcanu a continuat să fie director executiv la România liberă până la 23 decembrie 2004.
Ziarul este parte a trustului Medien Holding, deținut de familia Adamescu (100%). În prima jumătate a anului 2009, cotidianul a înregistrat vânzări medii, pe ediție, de 48.754 de exemplare.
În martie 2010 cotidianul a fost relansat, pe 15 martie ziarul tipărit apărând cu o nouă așezare în pagină, o nouă organizare a articolelor și un nou logo alături de cel vechi. Varianta online a fost îmbunătățită și modernizată. Pe plan redacțional, în noua variantă se crește importanța acordată investigațiilor sub acoperire și evenimentelor ne-politice, ziarul fiind format din două părți. Prima parte acoperă evenimentele de actualitate, viața politică și conține editoriale și opinii. Ce-a de-a doua parte, denumită „Viața RL” acoperă subiecte din domeniile educație, cultură, sănătate și sport.
Până la începutul lui august 2010 grupul Medien Holding ce editează cotidianul Romania Liberă era deținut in proporție de 50% de grupul german din Essen WAZ (Westdeutsche Allgemeine Zeitung). Grupul WAZ s-a retras în vara lui 2010 din toate țările est-europene.

## Istoric
Pe 22 decembrie 1989, în timpul Revoluției române, Petre-Mihai Băcanu este eliberat din închisoare și devine director al ziarului, iar Anton Uncu, Mihai Creanga și Ștefan Niculescu Maier sunt la rându-le eliberați din domiciliul forțat și se alătură lui Petre Mihai Băcanu la România Liberă. Pe 22 decembrie 2004, Băcanu este forțat să părăsească funcția de director și rămâne cu titlul de director fondator, după ce a obținut garanții că echipa redacțională nu va putea fi concediată de către noua conducere timp de patru ani.
Imediat după 1990, Petre Mihai Băcanu devine președintele Societatii "R" s.a. și Director al ziarului România Liberă. Societatea "R" este cea care a editat ziarul. Vicepreședinte al Societatii "R" și redactor șef al ziarului este ales Anton Uncu, ziarul fiind practic condus - pentru o scurta perioada de timp - într-un format tri-lateral: Băcanu-Uncu-Creangă. Ștefan Maier, Mihai Creangă și Anton Uncu au făcut parte din același grup dizident, arestat de Securitatea comunistă și care a fost constituit și condus de Petre Mihai Băcanu în ultimii ani ai terorii comuniste din România. Toți membrii grupului au fost condamnați la ani de temniță grea. În timpul detenției li s-a pus în vedere că riscă pedeapsa capitală. Ulterior, Creangă, Uncu și Ștefan Niculescu Maier au fost deportați (domiciliu forțat) în diferite localități din România și despăriți de familiile lor, cu exceptia lui Băcanu care a fost ținut în detenție până în Decembrie 1989.
După perioada incipientă de triumvirat la cârma ziarului - care a durat până la finalul anului 1990 - conducerea operativă a cotidianului rămâne în sarcina lui Anton Uncu până în 1996, Băcanu dedicându-se în primul rând dezvoltării Societății "R". Anton Uncu devine apoi redactor șef al cotidianului Curentul până la moartea sa prematură, în 1998.

### 2010-prezent
În martie 2010 România liberă se relansează cu un nou format al articolelor, al paginii de internet și un preț mai mare, păstrând însă mărimea paginii și rubricile deja consacrate. Se păstrează în general și rubricile de editorial și opinii.

## Profil jurnalistic
Principalele secțiuni ale ziarului sunt de actualitate, investigații, editorial și opinii, interviuri, iar odată cu schimbarea din martie 2010 se acordă o importanță sporită articolelor de cultură, educație, sănătate și diverse.

### Editorial și opinii
Printre editorialiștii constanți ai României libere se numără politologul Alina Mungiu-Pippidi, sociologul Mircea Chivu, iar pe prima pagină apar articole ale principalilor redactori. Tot în secțiunea de opinii apar selecții de articole scrise de experți și formatori de opinie străini.

## „România Liberă” organ de presă al grupului de refugiați români din Ungaria
Începând cu 1 aprilie 1988 apare la Budapesta ziarul „România Liberă” editat de către grupul omonim, alcătuit exclusiv din refugiați români. Grupul „România Liberă” este înființat la Budapesta în primăvara anului 1988 de către un grup de refugiați români în frunte cu timișoreanul Cornel Roșca. Ziarul refugiaților nu are legătură cu „România Liberă” apărută la București. 